# Uranie (cheval)
Pour les articles homonymes, voir Uranie (homonymie).
Uranie (1920-1947) est un cheval de course de race trotteur français. Elle fut la première grande vedette de l'histoire des courses de trot, remportant dans les années 1920 trois éditions du Prix d'Amérique.

## Carrière de course
Uranie nait chez Joseph Denis, dans le Calvados,, et débute victorieusement à Rouen le 14 mai 1923, drivée par son premier entraîneur, Lucien Dufour. Avec lui, elle s'impose d'emblée comme la meilleure pouliche de sa génération, remportant notamment au monté le Prix de Vincennes. L'année suivante, elle est vendue à F. Vanackère qui la confie à l'Italien Valentino Capovilla, installé au haras de Beauménil, dans l'Orne. Celui-ci comprend très vite qu'il a une jument exceptionnelle mais très difficile, commettant souvent des fautes. Assagie, la jument devient quasiment imbattable et amène sur l'hippodrome une foule considérable à chacune de ses courses. Elle remporte son premier Prix d'Amérique à six ans, en 1’28’’5, devançant deux anciens lauréats de la course, Passeport et Re Mac Gregor ; elle reste d'ailleurs invaincue tout au long de l'année 1926. Deux autres Prix d'Amérique tombent dans son escarcelle, en 1927 et 1928, et elle manque le quadruplé en 1929 pour avoir franchi le poteau au galop, alors qu'elle devait rendre la bagatelle de 75 mètres à ses adversaires, en raison de ses gains. Uranie remporte toutes les plus grandes courses internationales de Vincennes, mais s'impose aussi à l'étranger, en Italie (Championnat européen) et en Autriche, où elle bat le champion américain Guy Bacon. En 1930, alors qu'elle est âgée de 10 ans, elle se classe deuxième d’Amazone B dans le Prix d’Amérique. Ce sera l'une de ses dernières apparitions en piste, avant sa reconversion dans l'élevage.

## Au haras
Retirée au haras en 1930, Uranie eut six poulains et allait durablement marquer l'élevage français en donnant deux grands étalons, Kairos et Ogaden, tous deux par The Great Mc Kinney. Le premier fut un champion sur les pistes avant d'engendrer de nombreux champions, parmi lesquels la célèbre championne Gélinotte et Hairos II, vainqueur d'un Prix d'Amérique et d'un International Trot aux États-Unis, mais aussi Jalna IV, qui n'est autre que la mère de l'illustre Roquépine, qui, comme son arrière-grand-mère, allait s'adjuger par trois fois le Prix d'Amérique. Le second pouvait s’enorgueillir, entre autres, de son fils Tabriz, vainqueur de nombreux classiques, dont deux Prix de Cornulier. 
Uranie meurt le 2 novembre 1947 à Hotot-en-Auge (Calvados) à l'âge de vingt-sept ans. Chaque année, à Vincennes, le Prix Uranie, semi-classique pour pouliches, rend hommage à cette légende du trot français.

## Origines
Uranie est la fille d'Intermède et Pastourelle. Il peut y avoir confusion à la lecture des palmarès avec une jument contemporaine homonyme, propriété de M. Gavrel, qui accomplit également une carrière très honorable, mais plus précocement et au trot monté (conduite généralement par le jockey Guéroult) : une fille de Kentucky et Gyp qui remporta notamment les Prix Bayadère, Hémine et du Président de la République.
| Origines de Uranie, femelle, alezane. | Origines de Uranie, femelle, alezane. | Origines de Uranie, femelle, alezane. | Origines de Uranie, femelle, alezane. |
| ------------------------------------- | ------------------------------------- | ------------------------------------- | ------------------------------------- |
| Père Intermède                        | Bémécourt                             | Fuschia                               | Reynolds                              |
| Père Intermède                        | Bémécourt                             | Fuschia                               | Rêveuse                               |
| Père Intermède                        | Bémécourt                             | Ergoline                              | Écho                                  |
| Père Intermède                        | Bémécourt                             | Ergoline                              | Camélia                               |
| Père Intermède                        | Belle Poule                           | James Watt                            | Phaéton                               |
| Père Intermède                        | Belle Poule                           | James Watt                            | Dame Dhonneur                         |
| Père Intermède                        | Belle Poule                           | Koleah                                | Élan                                  |
| Père Intermède                        | Belle Poule                           | Koleah                                | Clémentine                            |
| Mère Pastourelle                      | Gladiateur                            | Urffe                                 | Harley                                |
| Mère Pastourelle                      | Gladiateur                            | Urffe                                 | Médine                                |
| Mère Pastourelle                      | Gladiateur                            | Vénus                                 | Fuschia                               |
| Mère Pastourelle                      | Gladiateur                            | Vénus                                 | Monita                                |
| Mère Pastourelle                      | Joujou                                | Verluisant                            | Fuschia                               |
| Mère Pastourelle                      | Joujou                                | Verluisant                            | Églantine II                          |
| Mère Pastourelle                      | Joujou                                | Belle Kiffis                          | Kiffis                                |
| Mère Pastourelle                      | Joujou                                | Belle Kiffis                          | Savane                                |